# ログリー
ログリー株式会社（英: LOGLY, Inc.）は東京都渋谷区の企業。ネイティブ広告プラットフォーム「LOGLY lift」などを運営する。

## 概要
吉永浩和が早稲田大学大学院在学中の2006年5月に栃木県足利市で設立した。広告効果を高めるシステムの構築技術を有し、インターネット広告を配信するアドネットワークサービスを主力事業とするほか、メディアテクノロジー事業、データマーケティング事業を手がける。2018年6月に東証マザーズに上場。2021年4月に買収したmotoの大幅な売り上げ減少に伴い、2022年3月期第3四半期決算で5億7400万円の純損失を計上し、最高執行責任者 (COO) が引責辞任した。

## 事業内容

### LOGLY lift（ログリー リフト）
2012年に開始した国内初の「ネイティブ広告」配信プラットフォーム。Cookieを使わずに広告効果を高める技術が強みで、膨大なパターンデータを元に機械学習で利用者の属性を分析する技術を開発して搭載する。自然言語処理技術を活用し、効果が低下した従来型の目立つ広告に代わり、ウェブ記事の文脈を解析してコンテンツに調和した、利用者の需要に合致する広告の配信を謳う。
健康、ファッション、金融、消費財などの業種から広告を受注し、出版社を中心に400社以上が採用する。

### OPTIO（オプティオ）
企業のウェブサイトの訪問者に、商品やサービス紹介の動画や資料などをポップアップ形式で表示するサービス。クリックや入力などの行動を促す特徴がある。。

### Juicer（ジューサー）
ユーザーを知ることを目的としたユーザー分析DMP。基本機能を無料で提供する。

### Adictor（アディクター）
eスポーツ大会プラットフォーム。全大会に賞金が付くことを特徴とする。

## 沿革
- 2006年5月 - 栃木県足利市で設立
- 2006年8月 - ソーシャルカレンダーサービス「loglyカレンダー」提供開始[13]
- 2007年5月 - 東京都新宿区早稲田鶴巻町に移転
- 2007年12月 - 「loglyカレンダーモバイル」提供開始[14][15]
- 2008年7月 - 技術ニュースのアグリゲーションサイト「tech.newzia」（テック・ニュージア）提供開始[16]
- 2008年11月 - 東京都中央区築地に移転
- 2009年4月 - 金融・経済ニュースのアグリゲーションサイト「keizai.newzia」提供開始[17]
- 2009年6月 - 関連記事配信サービス「newziaコネクト」提供開始[18]
- 2010年6月 - シックス・アパートから、ログリーが関連記事表示システムを提供する「Zenback」（ゼンバック）が公開[19]
- 2010年10月 - コンテンツホルダー向けキュレーションサービス「newziaトピックス」提供開始[20]
- 2011年1月 - アイティメディア、シックス・アパートと共に「Zenbackキーワーズ」を提供開始
- 2012年10月 - ネイティブ広告プラットフォーム「logly lift」を提供開始、アドテクノロジー事業に参入[21]
- 2012年10月 - ディスプレイ広告プラットフォーム「logly DSP」を提供開始[22]
- 2014年1月 - 東京都渋谷区道玄坂一丁目に移転
- 2014年1月 - シックス・アパートより「Zenback」事業を譲受[19]
- 2016年1月 - 台湾において「logly lift」のOEM提供を開始
- 2016年6月 - 東京都渋谷区道玄坂一丁目内で移転
- 2016年11月 - メディアサイト分析コンサルティングサービス「Loyalfarm」提供開始[23]
- 2018年6月 - 東証マザーズに株式を上場[6]
- 2018年11月 - ビルコムと共にBtoBコンテンツマーケティング支援の合弁会社「クロストレックス」を設立[24]
- 2019年10月 - ユーザー分析DMP「Juicer」をPLAN-Bより譲受しデータマーケティング事業に参入[11]
- 2019年12月 - ログリー・インベストメント株式会社を設立
- 2021年4月 - moto（戸塚俊介）が運営するmoto株式会社を買収し完全子会社化[25][26]
- 2021年4月 - BtoBコンテンツマーケティング支援のクロストレックスを完全子会社化[26]